# Dogondoutchi
Dogondoutchi – miasto w Nigrze; 42 821 mieszkańców (2013). Przemysł spożywczy, włókienniczy.